# Cầu Tatara
Cầu Tatara (多々羅大橋 Tatara Ōhashi) là một cây cầu dây văng trên đường cao tốc Nishiseto. Cầu có nhịp chính dài 890 m (2.920 foot), một phần của một loạt cầu nối Honshū và Shikoku ở Nhật Bản. Tại thời điểm năm 2010, nó là câu có nhịp chính dài thứ 4 trong các cầu dây văng, xếp sau cầu Sutong.